# Leptochiton xanthus
Leptochiton xanthus är en blötdjursart som beskrevs av Kaas och Van Belle 1990. Leptochiton xanthus ingår i släktet Leptochiton och familjen Leptochitonidae. Inga underarter finns listade i Catalogue of Life.